# Tuoba aragonica
Tuoba aragonica är en mångfotingart som först beskrevs av Daday 1889.  Tuoba aragonica ingår i släktet Tuoba och familjen storjordkrypare.
Artens utbredningsområde är Spanien. Inga underarter finns listade i Catalogue of Life.